# جزایر دانمارکی دریای وادن
جزایر دانمارکی دریای وادن (دانمارکی: Danske Vadehavsøer) شامل گروهی از جزیره‌ها در امتداد غربی ساحل یوتلاند دانمارک است که از اول ژانویه ۲۰۰۷ به استان سوددانمارک تعلق دارند. این جزیره‌ها با جزایر فریسی شمالی که متعلق به آلمان هستند تفاوت دارند، زیرا فریسی‌ها در جزایر دانمارکی زندگی نمی‌کنند.